# Langues yarebanes
Les langues yarebanes sont une famille de langues papoues parlées dans le sud-Est de la Papouasie-Nouvelle-Guinée.

## Classification
Les langues yarebanes sont pour Malcolm Ross un des membres des langues papoues du Sud-Est qui regroupent plusieurs familles de langues du Sud-est de la Papouasie et qu'il inclut dans la famille hypothétique des langues de Trans-Nouvelle-Guinée. Haspelmath, Hammarström, Forkel et Bank rejette cette proposition par manque de preuves concluantes et laissent aux langues yarebanes leur statut de famille de langues à part entière.

## Liste des langues
Les cinq langues yarebanes sont les suivantes :
- groupe doriri-abia
  - aneme wake
  - moikodi
- groupe yareba-bariji-nawaru 
  - yareba
  - bariji
  - nawaru

## Sources
- (en) Malcolm Ross, 2005, Pronouns as a preliminary diagnostic for grouping Papuan languages, dans Andrew Pawley, Robert Attenborough, Robin Hide, Jack Golson (éditeurs) Papuan pasts: cultural, linguistic and biological histories of Papuan-speaking peoples, Canberra, Pacific Linguistics. pp. 15–66.